# Rifka Lodeizen
 (octobre 2018).
Si vous disposez d'ouvrages ou d'articles de référence ou si vous connaissez des sites web de qualité traitant du thème abordé ici, merci de compléter l'article en donnant les références utiles à sa vérifiabilité et en les liant à la section « Notes et références ».
Rifka Lodeizen, née le 16 octobre 1972 à Amsterdam, est une actrice et scénariste néerlandaise.

## Filmographie
- 1991 : De provincie (nl)
- 1996 : Unit 13
- 1997 : Bastards and Bridesmaids (nl) de Eddy Terstall[2]
- 1998 : Babylon (nl) de Eddy Terstall[3]
- 1998 : After The Tone de Digna Sinke[4]
- 1998 : Het 14e kippetje (nl) de Hany Abu-Assad[5]
- 1999 : De Boekverfilming (nl) de Eddy Terstall[6]
- 2000 : Rent a Friend (nl) de Eddy Terstall[7]
- 2002 : Villa des Roses de Frank Van Passel
- 2003 : Beet de  Annemarie van de Mond : Yvonne[8]
- 2003 : Stop! de Mathijs Geijskes : Overvalster[9]
- 2004 : Simon de Eddy Terstall : Sharon[10]
- 2007 : Nadine de Erik de Bruyn : Felice[11]
- 2007 : Sextet (nl) de Eddy Terstall[12]
- 2008 : Tiramisu de Paula van der Oest[13]
- 2009 : My Queen Karo de Dorothée Van Den Berghe : Jacky[14]
- 2009 : Kan door huid heen (nl) de Esther Rots : Marieke[15]
- 2010 : The Nobel Prize Winner de Timo Veltkamp[16]
- 2011 : Lena de Christophe Van Rompaey[17]
- 2011 : Among Us de Marco van Geffen : IIse[18]
- 2011 : Taking Chances de Nicole van Kilsdonk : Esmee[19]
- 2012 : Broer de Sacha Polak[20]
- 2012 : Plan C (nl) de Max Porcelijn : Linda[21]
- 2012 : Tony 10 (nl) de Mischa Kamp : Sissy[22]
- 2012 : Hemel de Sacha Polak : Sophie[23]
- 2014 : Geen koningen in ons bloed (nl) de Mees Peijnenburg[24]
- 2014 : After The Tone (nl) de Digna Sinke : Annet
- 2014 : Hartenstraat (nl) de Sanne Vogel : Joke
- 2014 : Life According to Nino (nl) de Simone van Dusseldorp et Urszula Antoniak
- 2014 : Boys de Mischa Kamp : Moeder Marc
- 2015 : Public Works de Joram Lürsen : Martha[25]
- 2016 : Tonio (nl) de Paula van der Oest : Mirjam[26]
- 2016 : History's Future (en) de Fiona Tan : Anna[27]
- 2017 : Younger Days (nl) de Paula van der Oest (scénariste)[28]
- 2017 : Waiting Room de Simone van Dusseldorp : Sophie
- 2017 : Sonate pour Roos de Boudewijn Koole : Roos[29]
- 2017 : Messi and Maud (en) de Marleen Jonkman : Maud[30]
- 2018 : Fenix : Jara
- 2018 : Exportbaby : Hannah

### Téléfilms
- 2011-2015 : Overspel (nl)[31]
- 2019 : Judas (nl) : Astrid Holleeder

## Nominations et récompenses
- 2009 : Veau d'or pour la meilleure actrice, pour le film Can Go Through Skin
- 2012 : Veau d'or pour la meilleure actrice d'un drame télévisé, pour la série télévisée Overspel